# Trobas
Trobas is de naam van een lijm- en gelatinefabriek die zich bevindt in de Nederlandse plaats Dongen.

## Geschiedenis
Het bedrijf werd opgericht in 1927 als ambachtelijk familiebedrijf door Adrianus Trommelen onder de naam: Lijmfabriek Trommelen. Als grondstof werden vooral huidresten van de plaatselijke leerlooierijen gebruikt. In de jaren 70 van de 20e eeuw was de productie toegenomen tot 3.000 ton gelatine per jaar. Het bedrijf was gelegen aan de Donge en loosde haar afvalwater ongezuiverd op dit riviertje. De fabriek moest om die reden uiteindelijk worden verplaatst, wat in 1978 gebeurde.
De nieuwe fabriek, op het bedrijventerrein Tichelrijt, kreeg een eigen biologische afvalwaterzuivering. Er ontstonden ernstige aanloopmoeilijkheden die verergerd werden door de economische crisis in die jaren. In 1982 werd het bedrijf voortgezet onder de naam Lijmfabriek Trobas BV. Men stapte vervolgens geleidelijk over van technische gelatine op voedingsgelatine, een product waar veel strengere eisen met betrekking tot zuiverheid aan gesteld worden. Hiertoe werd in 1997 een aparte productielijn geïnstalleerd.
In 2010 werd ongeveer 4.200 ton gelatine in diverse kwaliteiten geproduceerd en geleverd aan klanten in een dertigtal landen.